# Tesoro di Sicione
Il Tesoro di Sicione è uno degli edifici presenti all'interno del santuario di Apollo a Delfi. Ha una storia lunga e complicata: sostituì due edifici precedenti, vale a dire i tholos e i monopteri, costruiti dalla stessa città in una fase precedente, nel VI secolo. Gli edifici precedenti erano legati agli Ortagoridi di Sicione e in particolare alle vittorie del tiranno Clistene di Sicione nel corso della Prima Guerra Sacra, e la loro sostituzione segna probabilmente il cambiamento nella politica di Sicione.

## Descrizione
Il Tesoro di Sicione è un nome generico, che indica tre diversi edifici costruiti nel VI secolo a.C.

### La tholos
La tholos di Sicione era probabilmente la costruzione più antica, risalente al 580 a.C. e costruita subito dopo la Prima Guerra Sacra su istigazione del tiranno di Sicione Clistene, che fu il leader più prominente in quella guerra. Misurava 6,3 metri alla base e 3,54 metri sul pavimento, ed era circondata da colonne doriche e un architrave dorico. La cella era circolare, fatta di muratura in bugnato con una sola porta. L'altezza delle mura era di 4,04 metri. La forma del suo tetto è congetturale, poiché nulla ne è stato preservato.

### Il monoptero
Il monoptero di Sicione era un edificio relativamente piccolo (4 × 5 metri) con una sola fila di 14 colonne (pteron). Le colonne erano monolitiche, cioè costituite da singoli blocchi di calcare, e misuravano 2,78 metri di altezza; esse sostenevano il tetto direttamente, senza muri di intervento. L'architrave era decorato con un fregio con scene in rilievo, ispirate a temi eroici. La scoperta di queste sculture sepolte sotto il Tesoro verso la fine del VI secolo aiutò gli studiosi a datare il monoptero verso il 560 a.C. L'edificio somigliava di più a un riparo, il che portò alla congettura che ospitasse un ex voto prezioso e fragile, forse il carro con cui Clistene vinse i primi Giochi Pitici del 582 a.C.
Le sculture delle metope del monoptero costituiscono eccellenti esempi di rilievi arcaici. Sono ispirate a diversi racconti mitologici: il viaggio di Frisso ed Elle, la spedizione degli Argonauti, il rapimento di Europa da parte di Zeus, i Dioscuri, la caccia al cinghiale calidonio. Le metope sono state dipinte in colori vivaci, creando una forte impressione decorativa.

### Il tesoro
L'attuale tesoro fu costruito con ordine dorico in antis, con vestibolo e cella. Misurava 8,27 × 6,24 metri e giaceva su una fondazione fatta di pietra di Poros estratta in Corinzia. Il suo orientamento era identico a quello del Tesoro dei Sifni, probabilmente contemporaneo (525 a.C.). Il monumento era visibile dall'ingresso del santuario. Gli storici credono che sia stato costruito dal demo di Sicione quando gli Ortagoridi furono costretti a decadere per segnare il cambiamento nella politica di Sicione. Nonostante i due edifici precedenti siano stati deliberatamente distrutti, i pezzi dell'architettura non sono stati dispersi o riutilizzati, ma piuttosto sepolti sotto le fondamenta del Tesoro.